# Patrick Cogoli
Patrick Cogoli (25 giugno 1976) è un ex sciatore alpino italiano.

## Biografia
Cogoli, gigantista puro originario di Sestriere, esordì in Coppa Europa il 16 dicembre 1995 a Bardonecchia (35º) e in Coppa del Mondo il 20 novembre 1998 a Park City, senza qualificarsi per la seconda manche. In Coppa Europa conquistò l'unico podio il 15 febbraio 2001 a Ravascletto (3º), mentre in Coppa del Mondo ottenne il miglior piazzamento il 9 dicembre dello stesso anno a Val-d'Isère (16º) e prese per l'ultima volta il via il 1º marzo 2003 a Yongpyong, senza completare la prova. Si ritirò al termine della stagione 2003-2004 e la sua ultima gara fu lo slalom gigante dei Campionati italiani 2004, disputato il 26 marzo a Chiesa in Valmalenco e non completato da Cogoli; non prese parte a rassegne olimpiche o iridate.

## Palmarès

### Coppa del Mondo
- Miglior piazzamento in classifica generale: 115º nel 2002

### Coppa Europa
- Miglior piazzamento in classifica generale: 47º nel 2001
- 1 podio:
  - 1 terzo posto

### Campionati italiani
- 2 medaglie:
  - 1 argento (slalom gigante nel 2001)
  - 1 bronzo (slalom gigante nel 2002)